# Bernardo Tengarrinha
Bernardo David Mendes Salgueiro de Campos Tengarrinha, conhecido por Tengarrinha (Odivelas, Odivelas, 17 de fevereiro de 1989 - 30 de outubro de 2021), foi um futebolista português que atuava como médio-defensivo.

## Biografia
Atuou em várias posições, como médio-defensivo, médio, defesa central. Depois de iniciar a formação entre o Odivelas e o Benfica, notabilizou-se nos juniores do FC Porto como médio-defensivo.
Em janeiro de 2009 foi emprestado ao Estrela da Amadora, de maneira a jogar mais regularmente, em agosto de 2009 ao Olhanense e na época seguinte ao Santa Clara e ao Vitória de Setúbal onde ficou para 2011/2012.
Saiu para a sua única experiência no estrangeiro, com meia temporada no CSKA Sófia, antes de voltar a Portugal para o Freamunde. Depois de apenas meia época mudou-se para o Chaves, voltando então à primeira liga com o Boavista em 2014/2015 onde ficou até ao fim da carreira.
Diagnosticado com um linfoma de Hodgkin em 2017, suspendeu a carreira de futebolista. Passou a ser embaixador do Sindicato de Jogadores Profissionais de Futebol para a saúde mental. Também foi treinador adjunto do Vitória de Setúbal sub-23.

### Morte
Morreu em 30 de outubro de 2021 de linfoma de Hodgkin.